# Terry Brooks

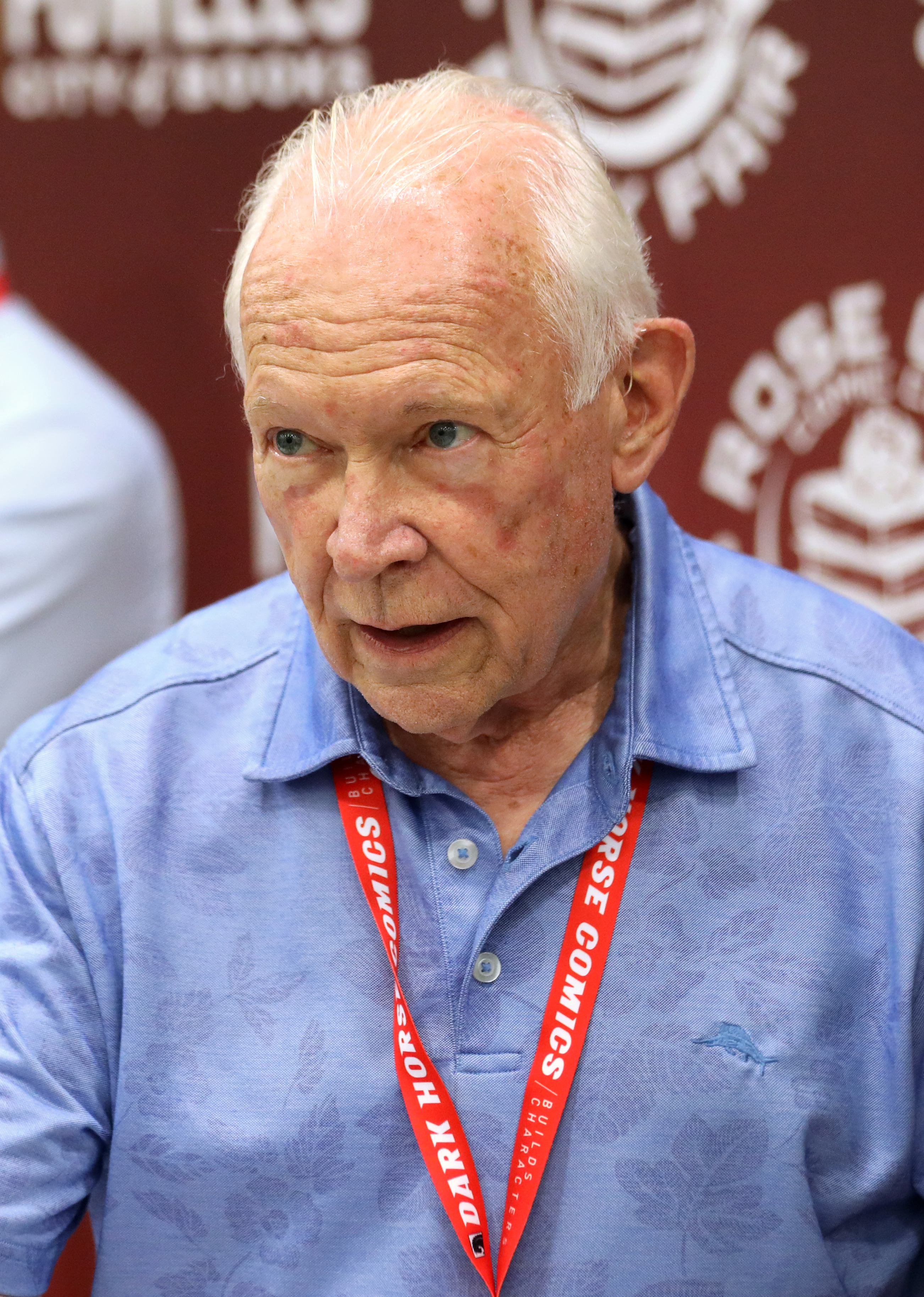
Terry Brooks (2024)

Terry Brooks (eigentlich Terence Dean Brooks; * 8. Januar 1944 in Sterling, Illinois, USA) ist ein US-amerikanischer Fantasy-Autor.

## Leben
Bereits als Jugendlicher war Brooks kreativ tätig. Während seiner Schulzeit begeisterte ihn der Autor William Faulkner, später als Student hatte das Buch Der Herr der Ringe von J.R.R. Tolkien einen großen Einfluss auf ihn. Als 1977  Das Schwert von Shannara herauskam und erfolgreich verkauft wurde, gab er seinen Beruf als Rechtsanwalt auf und widmete sich ausschließlich der Schriftstellerei.
Seither wurde aus Das Schwert von Shannara zunächst eine Trilogie, es folgten weitere Unterserien, wodurch im Lauf der folgenden Jahrzehnte eine umfangreiche Saga mit Dutzenden von Romanen entstand, die auch in der Fernsehserie The Shannara Chronicles adaptiert wurde. Neben der Shannara-Saga als seinem Hauptwerk steht mit dem Landover-Zyklus eine weitere Fantasy-Serie. Außerdem verfasste Brooks Romanadaptionen zu der Spielbergs Peter-Pan-Adaption Hook und zu Die dunkle Bedrohung, dem ersten Teil der zweiten Star-Wars-Trilogie von George Lucas.
2017 erhielt Brooks den World Fantasy Award für sein Lebenswerk.

## Shannara-Saga
Der Roman Das Schwert von Shannara (1977) wurde in einer Zeit geschrieben, als das moderne Genre der Fantasy sich gerade erst entwickelte und noch stark von dem Erfolg Tolkiens beeinflusst war. Das Buch von Terry Brooks ist dafür einer der deutlichsten Beweise: Es ist über weite Strecken hinweg fast eine detailgetreue Kopie der Handlung und Motive des Herrn der Ringe. Dies gipfelt in einer Szene, in der der weise Berater der Abenteuer-Gemeinschaft im Kampf mit einem Schergen des Bösen in eine Schlucht stürzt und erst später wieder auftaucht (eine Kopie des Kampfes zwischen Tolkiens Figur Gandalf und dem Balrog). Auch die Figur des herumwandernden Königs, der seinen Thron zurückerobert, taucht in der Figur eines Balinor Buckhannah auf.
Erst in seinem zweiten Teil der Reihe Die Elfensteine von Shannara emanzipierte sich Brooks deutlicher von seinem Vorbild, indem er beispielsweise stärker weibliche Handlungsträger als Protagonisten aufbaute.
Bei der Übertragung der ersten Teile der Saga ins Deutsche wurden diese in jeweils drei bzw. zwei Bücher geteilt, wodurch zum Beispiel die drei Bände der Originalausgabe der ersten Trilogie im Deutschen als neun (relativ schmale) Taschenbücher erschienen.

### Unterserien und Chronologie
Schwert von Shannara-Trilogie
- I Schwert von Shannara befasst sich mit den letzten 100 Jahren vor dem Verschwinden des letzten Druiden Allanon.
- II Die Elfensteine von Shannara ist zeitlich ca. 50 Jahre nach dem Schwert von Shannara angesiedelt.
- III Das Zauberlied von Shannara ist zeitlich ca. 20 Jahre nach den Elfensteinen von Shannara angesiedelt.

Erben von Shannara-Tetralogie
Die Tetralogie ist zeitlich ca. 300 Jahre nach dem Zauberlied von Shannara angesiedelt.
First King of Shannara – Der Ausgestossene von Shannara (Prequel-Einzelroman)
Die Vorgeschichte zum Schwert von Shannara spielt ca. 500 Jahre vor diesem. Da das Buch später verfasst wurde, sind Informationen enthalten, die man zu Beginn der Schwert-von-Shannara-Trilogie noch nicht hat.
The Voyage of the Jerle Shannara – Die Reise der Jerle Shannara
Die Reise der Jerle Shannara ist zeitlich ca. 130 Jahre nach der Erbe-von-Shannara-Tetralogie angesiedelt.
High Druid of Shannara – Die Magier von Shannara
Die Magier von Shannara ist zeitlich ca. 20 Jahre nach der Reise der Jerle Shannara angesiedelt.
Genesis of Shannara – Die Großen Kriege
Die Großen Kriege stellen die Verbindung der Word/Void-Trilogie zum Shannara-Zyklus dar. Sie spielen in einer postapokalyptischen Welt ca. im Jahre 2092 (und damit etwa 2000 Jahre vor den Ereignissen im Schwert von Shannara), in der die großen Regierungen untergegangen sind und viele Teile der Welt unbewohnt sind. Die wenigen überlebenden Menschen leben in sogenannten Compounds (befestigten Städten oder Plätzen) und versuchen dort einen Teil ihrer Welt zu erhalten. Die Ritter des Wortes stehen ihnen zur Hilfe, auch wenn sie von den Menschen aus diesen befestigten Wohnorten kaum Freundlichkeit entgegengebracht bekommen. Neben den Menschen in den Compounds gibt es auch viele, die durch Gifte und Krankheiten, die in den Großen Kriegen zu großer Verwüstung beitrugen, so verändert wurden, dass sie körperlich nur noch wenig den Menschen ähneln. Sie sind Ausgestoßene und Freaks.
Zwei Ritter des Wortes sind Logan Tom und Angel Perez, die beide von der Lady einen Auftrag bekommen. Zudem gibt es die Geister, eine Kinderbande, die in Seattle leben und dort um ihr Überleben kämpfen. Ihnen gegenüber stehen die Dämonen und ihre Diener: Die Einst-Menschen. Sie wurden durch die Dämonen verdorben, besitzen keinen eigenen Willen mehr und stellen die Armeen der Dämonen.
Die Legende von Shannara
Die Legende von Shannara ist zeitlich ca. 500 Jahre nach den Großen Kriegen angesiedelt.
Die dunkle Gabe von Shannara
Die dunkle Gabe von Shannara ist zeitlich ca. 100 Jahre nach Die Magier von Shannara angesiedelt.
The Fall of Shannara
Geplant als Tetralogie sollen diese Romane den chronologischen Abschluss des Shannara-Zyklus bilden, wobei Brooks nicht ausschließt, dass noch weitere Geschichten veröffentlicht werden. Neue Romane würden entsprechend zeitlich zwischen den vorhandenen Abschnitten spielen.
The Word & the Void – Word-/Void-Zyklus
Der Word-/Void Zyklus spielt in einer gegenwärtigen Welt, die unserer sehr ähnelt. In dieser jedoch kommen auch Dämonen, Waldschrate, Fresser (für magieunbegabte Menschen unsichtbare Wesen, die sich vom Leid und Schmerz der Menschen ernähren) und Magiebegabte vor – eine dieser ist Nest Freemark, die Hauptperson der Reihe. Sie ist die siebte Freemark-Frau, die Magie besitzt und diese dafür einsetzt, dass die Dämonen und Fresser nicht die Überhand gewinnen. Auch auf der Seite des Guten, jedoch immer ein wenig distanziert, steht John Ross, ein Ritter des Wortes. Er dient der Lady, die das Wort vertritt und gegen die Leere (Void) ankämpft. Während John Ross versucht, Nest auf der guten Seite zu behalten, so versuchen Dämonen, sie oder andere Magiebegabte auf ihre Seite zu bringen.
Zeitlich gesehen spielt diese Serie vor der Shannara-Saga. Ursprünglich als zwei getrennte und unabhängige Serien geschrieben, wurden der Word-/Void-Zyklus und die Shannara-Saga später durch Die großen Kriege zu einer Serie verschmolzen. Dämonensommer spielt im Jahre 1997 (und damit ca. 95 Jahre vor Die großen Kriege bzw. 2095 Jahre vor Das Schwert von Shannara), Stadt der Dämonen im Jahre 2002 und Dämonenfeuer im Jahr 2012.

## Verfilmungen
Terry Brooks äußerte mehrfach Interesse daran, seine Bücher verfilmen zu lassen. Warner Bros. hatte die Rechte an der Shannara-Serie erworben und plante einen Kinofilm, die Pläne wurden jedoch verworfen und die Filmrechte gingen im August 2010 zurück zum Autor. Seit 2012 gab es Pläne, sowohl Kinofilme zur Landover-Reihe zu produzieren, als auch eine Fernsehserie zur Shannara-Reihe im Stil von Game of Thrones. Im Juli 2014 gab MTV die 10 Episoden der geplanten Adaption von Die Elfensteine von Shannara in Auftrag. Am 13. November 2014 wurde bekannt gegeben, dass Poppy Drayton die Hauptrolle der Amberle Elessedil in dieser Verfilmung spielen wird. Weitere bisher bekannte Rollenbesetzungen sind der aus Der Hobbit: Die Schlacht der Fünf Heere bekannte Manu Bennett als Druide Allanon, Austin Butler als Wil Ohmsford, Aaron Jakubenko als Elfenprinz Ander Elessedil und John Rhys-Davies, der in Der Herr der Ringe den Zwerg Gimli spielte, als Elfenkönig Eventine Elessedil.
Die 10-teilige Serie wurde in Amerika ab dem 5. Januar 2016 unter dem Titel The Shannara Chronicles wöchentlich auf MTV ausgestrahlt. In Deutschland hat Amazon jeweils einen Tag später die Folgen als Video-On-Demand über seinen Streaming-Dienst Amazon Prime Video ausgestrahlt. Im deutschen Free-TV wurde die Serie auf RTL II ab dem 10. Mai 2016 ausgestrahlt.
Anlässlich des Serienstarts wird die Trilogie Das Schwert von Shannara als Zweiteiler namens Die Chroniken von Shannara – Das Schwert der Elfen, und Die Elfensteine von Shannara als Zweiteiler namens Die Shannara-Chroniken – Elfensteine neu aufgelegt.

## Bibliografie
Die Serien sind nach dem Erscheinungsjahr des ersten Teils geordnet.

### Shannara
Shannara / Schwert von Shannara-Trilogie
- 1 The Sword of Shannara (1977; auch als: The Annotated Sword of Shannara: 35th Anniversary Edition, 2012, E-Book)
  - Deutsch in 3 Teilen:
    - Teil 1: Das Schwert von Shannara. Übersetzt von Tony Westermayr. Goldmann Science Fiction #23268, 1978, ISBN 3-442-23268-6.
    - Teil 2: Der Sohn von Shannara. Übersetzt von Tony Westermayr. Goldmann Science Fiction #23274, 1978, ISBN 3-442-23274-0.
    - Teil 3: Der Erbe von Shannara. Übersetzt von Tony Westermayr. Goldmann Science Fiction #23281, 1978, ISBN 3-442-23281-3.
    - Sammelausgabe: Das Schwert von Shannara Originalzusammenstellung. Übersetzt von Tony Westermayr. Goldmann #10053, München 1985, ISBN 3-442-10053-4. Auch als: Shannara I. Blanvalet/Goldmann 2003, ISBN 3-442-24267-3. Auch als: Die Shannara-Chroniken – Das Schwert der Elfen. 2016, Blanvalet, ISBN 3-7341-6103-7.

  - Englische Ausgabe in 3 Teilen:
    - Teil 1: In the Shadow of the Warlock Lord (2003; auch: The Warlock Lord, 2004)
    - Teil 2: The Druids’ Keep (2003)
    - Teil 3: The Secret of the Sword (2003)

- 2 The Elfstones of Shannara (1982)
  - Deutsch in 3 Teilen:
    - Teil 1: Die Elfensteine von Shannara. Übersetzt von Mechtild Sandberg. Goldmann #23831, 1983, ISBN 3-442-23831-5.
    - Teil 2: Der Druide von Shannara. Übersetzt von Mechtild Sandberg. Goldmann #23832, 1983, ISBN 3-442-23832-3.
    - Teil 3: Die Dämonen von Shannara. Übersetzt von Mechtild Sandberg. Goldmann #23833, 1983, ISBN 3-442-23833-1.
    - Sammelausgabe: Die Elfensteine von Shannara. Übersetzt von Mechtild Sandberg. Goldmann #23902, München 1986, ISBN 3-442-23902-8. Auch als: Shannara II. Blanvalet/Goldmann 2004, ISBN 3-442-24272-X.  Auch als: Die Shannara-Chroniken – Elfensteine. Übersetzt von Mechthild Sandberg-Ciletti. Blanvalet #6104, München 2016, ISBN 978-3-7341-6104-9.

- 3 The Wishsong of Shannara (1985)
  - Deutsch in 3 Teilen:
    - Teil 1: Das Zauberlied von Shannara. Übersetzt von Sylvia Brecht-Pukallus.  Goldmann #23893, München 1986, ISBN 3-442-23893-5.
    - Teil 2: Der König von Shannara.  Übersetzt von Sylvia Brecht-Pukallus.  Goldmann #23894, München 1986, ISBN 3-442-23894-3.
    - Teil 3: Die Erlösung von Shannara. Übersetzt von Sylvia Brecht-Pukallus.  Goldmann #23895, München 1986, ISBN 3-442-23895-1.
    - Sammelausgabe: Shannara III. Blanvalet, 2004, ISBN 3-442-24289-4. Auch als: Die Shannara-Chroniken – das Lied der Elfen. Übersetzt von Sylvia Brecht-Pukallus. Vollständig durchgesehen und überarbeitet von Andreas Helweg. Blanvalet #6127, München 2017, ISBN 978-3-7341-6127-8.

Sammelausgaben:
- The Magic of Shannara (Sammelausgabe von 1–3; 1990; auch: The Sword of Shannara Trilogy, 2002)

Prequel zur Shannara-Trilogie:
- First King of Shannara (1996)
  - Deutsch: Der Ausgestossene von Shannara. Übersetzt von Susanne Gerold. Goldmann #24717, München 1997, ISBN 3-442-24717-9. Auch in: Shannara VII. Blanvalet, 2005, ISBN 3-442-24340-8.

Heritage of Shannara / Erben von Shannara-Tetralogie
- 1 The Scions of Shannara (1990)
  - Deutsch in 3 Teilen:
    - Teil 1: Die Kinder von Shannara. Übersetzt von Erna Tom. Goldmann #24535, 1991, ISBN 3-442-24535-4.
    - Teil 2: Das Mädchen von Shannara. Übersetzt von Erna Tom. Goldmann #24536, 1991, ISBN 3-442-24536-2.
    - Teil 3: Der Zauber von Shannara. Übersetzt von Erna Tom. Goldmann #24537, 1991, ISBN 3-442-24537-0.
    - Sammelband: Die Shannara-Chroniken: Die Erben von Shannara – Heldensuche. Übersetzt von Erna Tom. Vollständig durchgesehen und überarbeitet von Andreas Helweg. Blanvalet, 2017, ISBN 3-7341-6139-8.
- 2 The Druid of Shannara (1991)
  - Deutsch in 2 Teilen:
    - Teil 1: Die Schatten von Shannara. Übersetzt von Angelika Weidmann. Goldmann #11584, 1991, ISBN 3-442-11584-1.
    - Teil 2: Die Verräter von Shannara. Übersetzt von Angelika Weidmann. Goldmann #24643, 1995, ISBN 3-442-24643-1.
    - Sammelband: Auch als: Die Shannara-Chroniken: Die Erben von Shannara 2 – Druidengeist. 2018, Blanvalet, ISBN 978-3-7341-6140-7.
- 3 The Elf Queen of Shannara (1992)
  - Deutsch in 2 Teilen:
    - Teil 1: Die Elfenkönigin von Shannara. Übersetzt von Karin König. Goldmann #24571, 1992, ISBN 3-442-24571-0.
    - Teil 2: Die Verfolgten von Shannara. Übersetzt von Karin König. Goldmann #24572, 1993, ISBN 3-442-24572-9.
    - Sammelband: Die Shannara-Chroniken: Die Erben von Shannara 3 – Elfenkönigin. 2018, Blanvalet, ISBN 3-7341-6141-X.
- 4 The Talismans of Shannara (1993)
  - Deutsch in 2 Teilen:
    - Teil 1: Die Reiter von Shannara. Übersetzt von Karin König. Goldmann #24588, 1994, ISBN 3-442-24588-5.
    - Teil 2: Die Talismane von Shannara. Übersetzt von Karin König. Goldmann #24590, 1994, ISBN 3-442-24590-7.
    - Sammelband: Die Shannara-Chroniken: Die Erben von Shannara 4 – Schattenreiter. Blanvalet, ISBN 3-7341-6142-8.

Englische Sammelausgabe:
- The Heritage of Shannara (Sammelausgabe von 1–4 in Kassette; 1993)

Deutsche Sammelausgaben:
- Shannara IV. Blanvalet, 2004, ISBN 3-442-24296-7 (enthält Teile 1.1–1.3).
- Shannara V. Blanvalet, 2005, ISBN 3-442-24305-X (enthält Teile 2.1, 3.1, 3.2).
- Shannara VI. Blanvalet, 2005, ISBN 3-442-24310-6 (enthält Teile 4.1 und 4.2).

Word and the Void
- 1 Running with the Demon (1997; auch: Running With the Demon)
  - Deutsch: Dämonensommer. Übersetzt von Rainer Gladys. Goldmann #41636, München 1998, ISBN 3-442-41636-1.
- 2 A Knight of the Word (1998)
  - Deutsch: Stadt der Dämonen. Übersetzt von Rainer Gladys. Goldmann #35244, München 1999, ISBN 3-442-35244-4.
- 3 Angel Fire East (1999)
  - Deutsch: Dämonenfeuer. Übersetzt von Rainer Gladys. Goldmann #35335, München 2000, ISBN 3-442-35335-1.
- The Word and the Void (Sammelausgabe von 1–3; 2003)

Imaginary Friends (Kurzgeschichten):
- 1 Imaginary Friends (1991, in: Lester del Rey und Rita Kessler (Hrsg.): Once Upon a Time: A Treasury of Modern Fairy Tales)
  - Deutsch: Unsichtbare Freunde. Übersetzt von Dagmar Hartmann. In: Lester Del Rey und Rita Kessler (Hrsg.): Das große Märchen-Lesebuch der Fantasy. Goldmann Fantasy #24570, 1992, ISBN 3-442-24570-2.
- 2 Warrior (2018, Kurzroman)

Voyage of the Jerle Shannara / Die Reise der Jerle Shannara
- 1 Ilse Witch (2000)
  - Deutsch: Die Hexe von Shannara. Übersetzt von Andreas Helweg. Goldmann #24966, München 2001, ISBN 3-442-24966-X. Auch als: Die Elfenhexe. Übersetzt von Andreas Helweg. Blanvalet #6178, ISBN 978-3-7341-6178-0. Auch in: Shannara VII. Blanvalet, 2005, ISBN 3-442-24340-8.
- 2 Antrax (2001)
  - Deutsch: Die Labyrinthe von Shannara. Übersetzt von Andreas Helweg. Goldmann #24178, München 2002, ISBN 3-442-24178-2. Auch als: Das Labyrinth der Elfen. Übersetzt von Andreas Helweg. Blanvalet #6182, 2018, ISBN 978-3-7341-6182-7.
- 3 Morgawr (2002)
  - Deutsch: Die Offenbarung von Shannara. Übersetzt von Andreas Helweg. Goldmann #24179, München 2003, ISBN 3-442-24179-0. Auch als: Die Offenbarung der Elfen. Übersetzt von Andreas Helweg. Blanvalet Fantasy #6183, München 2019, ISBN 978-3-7341-6183-4.
- The Voyage of the Jerle Shannara (Sammelausgabe von 1–3 in Kassette; 2003)
- The Voyage of the Jerle Shannara Trilogy (Sammelausgabe von 1–3; 2004)

High Druid of Shannara / Der Magier von Shannara
- 1 Jarka Ruus (2003)
  - Deutsch: Das verbannte Volk. Übersetzt von Andreas Helweg. Blanvalet #24180, München 2004, ISBN 3-442-24180-4.
- 2 Tanequil (2004)
  - Deutsch: Der Baum der Talismane. Übersetzt von Andreas Helweg. Blanvalet #24341, München 2005, ISBN 3-442-24341-6.
- 3 Straken (2005)
  - Deutsch: Die Verschwörung der Druiden. Übersetzt von Andreas Helweg. Blanvalet #24389, München 2006, ISBN 3-442-24389-0.
- The High Druid of Shannara Trilogy (Sammelausgabe von 1–3; 2011)

The Genesis of Shannara / Die Großen Kriege
- 1 Armageddon’s Children (2006)
  - Deutsch: Kinder der Apokalypse. Übersetzt von Michael Nagula. Blanvalet #24496, München 2008, ISBN 978-3-442-24496-6.
- 2 The Elves of Cintra (2007)
  - Deutsch: Die Elfen von Cintra. Übersetzt von Michael Nagula. Blanvalet #26560, München 2008, ISBN 978-3-442-26560-2.
- 3 The Gypsy Morph (2008)
  - Deutsch: Die Flüchtlinge von Shannara. Übersetzt von Michael Nagula. Blanvalet #26561, München 2009, ISBN 978-3-442-26561-9.
- Genesis of Shannara (Sammelausgabe von 1–3; 2018)

Legends of Shannara / Die Legende von Shannara
- 1 Bearers of the Black Staff (2006)
  - Deutsch: Die Hüter des Schwarzen Stabes. Übersetzt von Wolfgang Thon. Blanvalet #26868, München 2012, ISBN 978-3-442-26868-9.
- 2 The Measure of the Magic (2006)
  - Deutsch: Die Herrschaft der Elfen. Übersetzt von Wolfgang Thon. Blanvalet #26869, München 2012, ISBN 978-3-442-26869-6.

The Dark Legacy of Shannara / Die dunkle Gabe von Shannara
- 1 Wards of Faerie (2012)
  - Deutsch: Elfenwächter. Übersetzt von Andreas Helweg. Blanvalet Fantasy #6197, München 2019, ISBN 978-3-7341-6197-1.
- 2 Bloodfire Quest (2013)
  - Deutsch: Blutfeuer. Übersetzt von Andreas Helweg. Blanvalet Fantasy #6198, München 2019, ISBN 978-3-7341-6198-8.
- 3 Witch Wraith (2013)
  - Deutsch: Hexenzorn. Übersetzt von Andreas Helweg. Blanvalet Fantasy #6199, München 2019, ISBN 978-3-7341-6199-5.

Paladins of Shannara
- 1 Allanon’s Quest (2012)
- 2 The Weapons Master’s Choice (2013)
- 2 The Weapon Master’s Choice (2013)
- 3 The Black Irix (2013)

The Defenders of Shannara
- 1 The High Druid’s Blade (2014)
- 2 The Darkling Child (2015)
- 3 The Sorcerer’s Daughter (2016)

The Fall of Shannara
- 1 The Black Elfstone (2017)
- 2 The Skaar Invasion (2018)
- 3 The Stiehl Assassin (2019)
- 4 The Last Druid      (2020)

Kurzromane und -geschichten
- Indomitable (2003, in: Robert Silverberg (Hrsg.): Legends II)
  - Deutsch: Unbeugsam. In: Robert Silverberg (Hrsg.): Legenden (2.Teil). Piper Fantasy #75005, 2006, ISBN 3-492-75005-2.
- Dark Wraith of Shannara (2008)
- Walker and the Shade of Allanon (2013, Kurzgeschichte in: Shawn Speakman (Hrsg.): Unfettered: Tales by Masters of Fantasy)

Sachbücher
- The World of Shannara (2001; mit Teresa Patterson)

### Serien und Zyklen
Magic Kingdom of Landover / Landover-Zyklus
- 1 Magic Kingdom for Sale – Sold! (1986)
  - Deutsch: Königreich zu verkaufen. Übersetzt von Angelika Weidmann. Goldmann #23914, München 1987, ISBN 3-442-23914-1.
- 2 The Black Unicorn (1987)
  - Deutsch: Das schwarze Einhorn. Übersetzt von Angelika Weidmann. Goldmann #23935, München 1988, ISBN 3-442-23935-4.
- 3 Wizard at Large (1988)
  - Deutsch: Der verschenkte König. Übersetzt von Angelika Weidmann. Goldmann #24502, München 1989, ISBN 3-442-24502-8.
- 4 The Tangle Box (1994)
  - Deutsch: Das Zauberlabyrinth. Übersetzt von Sabine Schmidt. Goldmann #24623, München 1995, ISBN 3-442-24623-7.
- 5 Witches’ Brew (1995)
  - Deutsch: Hexenzauber : Fantasy-Roman. Übersetzt von Rainer Gladys. Goldmann #24687, München 1996, ISBN 3-442-24687-3.
- 6 A Princess of Landover (2009)
- Magic Kingdom Boxed Set (Sammelausgabe von 1–3; 1993)
- The Magic Kingdom of Landover Volume 1 (Sammelausgabe von 1–3; 2009)
- The Magic Kingdom of Landover Volume 2 (Sammelausgabe von 4 und 5; 2009)
- An Unfortunate Influx of Filipians (Kurzgeschichte, 2015, in: Shawn Speakman (Hrsg.): Unbound)

### Romane
- Revelation : Meaningful Mysteries for Today (1988)
- Hook (1991, Romanfassung zum Film Hook)
  - Deutsch: Hook. Nach einem Drehbuch von Jim V. Hart und Malia Scotch Marmo und der Filmidee von Jim V. Hart und Nick Castle. Übersetzt von W. M. Riegel. Goldmann #41326, München 1992, ISBN 3-442-41326-5.
- The Phantom Menace (1999, Romanfassung zum Star-Wars-Film Die dunkle Bedrohung)
  - Deutsch: Die dunkle Bedrohung. Roman nach dem Drehbuch und der Geschichte von George Lucas. Übersetzt von Regina Winter. Blanvalet (Goldmann #35243), 1999, ISBN 3-442-35243-6.
- Street Freaks (2018)

### Sammlungen
- Terry Brooks – Set of Six Books (1988, Sammelausgabe)
- Terry Brooks Collection (2014)
- Small Magic: Short Fiction, 1977–2020 (2021)

### Kurzgeschichten
- The Fey of Cloudmoor (2014, in: Greg Bear und Gardner Dozois (Hrsg.): Multiverse: Exploring Poul Anderson’s Worlds)

### Anthologien
- Trolltown I (1998)
- Trolltown II (1999)
- Trolltown III (1999)

### Sachliteratur
- Sometimes the Magic Works: Lessons from a Writing Life (2003)
- Why I Write About Elves (2005)